# Scatella favillacea
Scatella favillacea är en tvåvingeart som beskrevs av Friedrich Hermann Loew 1862. Scatella favillacea ingår i släktet Scatella och familjen vattenflugor. Inga underarter finns listade i Catalogue of Life.